# Стоунволл-Геп (Колорадо)
Стоунволл-Геп (англ. Stonewall Gap) — переписна місцевість (CDP) в США, в окрузі Лас-Анімас штату Колорадо. Населення — 66 осіб (2020).

## Географія
Стоунволл-Геп розташований за координатами 37°9′38″ пн. ш. 105°2′3″ зх. д. / 37.16056° пн. ш. 105.03417° зх. д. (37.160473, -105.034201).  За даними Бюро перепису населення США в 2010 році переписна місцевість мала площу 4,97 км², уся площа — суходіл.

## Демографія
Згідно з переписом 2010 року, у переписній місцевості мешкало 67 осіб у 38 домогосподарствах у складі 17 родин. Густота населення становила 13 особи/км².  Було 111 помешкання (22/км²).
Расовий склад населення:
| - 97,0 % — білих - 1,5 % — корінних американців |

До двох чи більше рас належало 1,5 %. Частка іспаномовних становила 10,4 % від усіх жителів.
За віковим діапазоном населення розподілялося таким чином: 6,0 % — особи молодші 18 років, 56,7 % — особи у віці 18—64 років, 37,3 % — особи у віці 65 років та старші. Медіана віку мешканця становила 59,5 року. На 100 осіб жіночої статі у переписній місцевості припадало 103,0 чоловіків;  на 100 жінок у віці від 18 років та старших — 96,9 чоловіків також старших 18 років.
Середній дохід на одне домашнє господарство  становив 124 820 доларів США (медіана — 87 917), а середній дохід на одну сім'ю — 131 000 доларів (медіана — 74 583). 
Цивільне працевлаштоване населення становило 28 осіб. Основні галузі зайнятості: науковці, спеціалісти, менеджери — 39,3 %, виробництво — 14,3 %, фінанси, страхування та нерухомість — 10,7 %, освіта, охорона здоров'я та соціальна допомога — 10,7 %.